# Sinfonia della fattoria
Sinfonia della fattoria (Farmyard Symphony) è un film del 1938 diretto da Jack Cutting. È un cortometraggio d'animazione della serie Sinfonie allegre, distribuito negli Stati Uniti dalla RKO Radio Pictures il 14 ottobre 1938 dopo aver partecipato in concorso alla 6ª Mostra internazionale d'arte cinematografica di Venezia. Il film, anticipando Fantasia, utilizza come colonna sonora oltre quindici estratti da brani di musica classica. È stato distribuito in DVD anche col titolo La sinfonia della fattoria.

## Trama
In una fattoria arriva il mattino e il gallo dà la sveglia a tutti gli animali. I cuccioli iniziano la loro poppata mattutina, ma uno dei maialini non riesce a farsi spazio tra i fratelli. Così prova a rimediare il latte da una mucca, ma viene cacciato via dal vitellino. Intanto il gallo, dopo aver svegliato le galline che ancora dormivano nell'aia, incontra una bella e snella gallinella e la insegue finché entrambi si mettono a chiocciare sulle note de La donna è mobile. Al loro canto si uniscono tutti gli altri animali, finché i gestori della fattoria danno loro da mangiare e gli animali si precipitano sul cibo. Anche stavolta il maialino non riesce a mangiare nulla, finché non si fa cadere addosso un cumulo di spighe di mais, potendo finalmente sfamarsi.

## Distribuzione

### Edizioni home video

#### VHS
America del Nord
- Silly Symphonies (1984)

Italia
- Paperino e la sua banda di paperi (ottobre 1985)[3]
- Silly Symphonies (novembre 1985)[4]

#### DVD
Il cortometraggio fu distribuito in DVD-Video il 6 giugno 2000 come contenuto speciale nell'edizione nordamericana di Musica maestro, venendo successivamente incluso anche nell'edizione italiana. Fu poi inserito nel secondo disco della raccolta Silly Symphonies, facente parte della collana Walt Disney Treasures e uscita in America del Nord il 4 dicembre 2001 e in Italia il 21 aprile 2004, e nel DVD Extreme Music Fun, sia nell'edizione nordamericana (uscita il 31 maggio 2005 come sesto volume della collana Classic Cartoon Favorites) sia in quella italiana (uscita il 16 novembre). In Italia fu incluso anche nel DVD Il brutto anatroccolo e altre storie, uscito il 3 settembre 2003 come secondo volume della collana Le fiabe.

## Altri media
Il cartone animato fu adattato in una storia a fumetti, scritta da Merrill De Maris e disegnata da Al Taliaferro e pubblicata in sei tavole domenicali dal 23 ottobre al 27 novembre 1938; la versione italiana fu pubblicata su Topolino sempre nel 1938 col titolo Macchietto Maialetto.